# Сибкрайиздат
«Сиби́рское краево́е изда́тельство и книготорго́вля» (также «Сибкрайизда́т») — советское книгоиздательское и книготорговое товарищество. Основано в 1924 году в Новониколаевске. В 1930 году ликвидировано.

## История
15 января 1920 года по решению Сибирского революционного комитета в Омске было создано Сибирское областное отделение Государственного издательства РСФСР. В ноябре 1921 года оно было переведено в Новониколаевск, в июне 1922 года — реформировано в объединение «Сибирское государственное издательство», в сентябре 1924 года — реформировано в государственно-кооперативное паевое товарищество «Сибирское краевое издательство и книготорговля». В него вошли Сибирский краевой исполнительный комитет, Сибирское отделение народного образования (СибОНО), Государственное издательство РСФСР (в 1925 году), Сибирский краевой союз потребительской кооперации и другие.
В 1920-е годы товарищество было монополистом на книжном рынке Сибири: в 1924 году его общий тираж составил 225 тыс. экземпляров, в 1928 году — 400 тыс. экземпляров, в 1930 году — 519 тыс. экземпляров. В 1925–1926 финансовом году торговый оборот товарищества составил 4,6 млн рублей, в 1928–1929 году — 7,3 млн рублей, причём 90% вырученных средств товарищество направляло на совершенствование книгоиздания и книготорговли.
Товарищество издавало разнообразную литературу, в том числе школьные учебники местных авторов, энциклопедическую литературу, например, «Сибирскую советскую энциклопедию», а также журналы, например, «Сибирь» и «Товарищ». Среди авторов товарищества — П. И. Макушин, М. И. Пашин, П. К. Казаринов, Ф. Х. Бергман, А. А. Ансон, Н. Ф. Буров, А. И. Иванов, Г. М. Пушкарёв, В. Я. Зазубрин, Ф. И. Тихменев, Г. А. Вяткин.
В июле 1930 года решением ЦК ВКП(б) товарищество был ликвидирован в связи с централизацией книгоиздания. В сентябре того же года на его базе были организованы Восточно-Сибирское краевое отделение и Западно-Сибирское краевое отделение Объединения государственных издательств РСФСР.

## Руководители
- 1922–1923 — Валериан Павлович Правдухин
- 1923–1928 — председатель правления Михаил Михайлович Басов